# Il viaggio sotterraneo di Niels Klim
Il viaggio sotterraneo di Niels Klim, pubblicato originariamente in latino col titolo Nicolai Klimii Iter Subterraneum nel 1741, è un romanzo satirico di genere fantascientifico/fantastico scritto dall'autore norvegese-danese Ludvig Holberg.
Suo unico romanzo, descrive una società utopica dal punto di vista di un estraneo e spesso si fa gioco di vari argomenti culturali e sociali come la morale, la scienza, la parità tra i sessi, la religione, il governo e la filosofia. L'opera è ambientata nell'anno 1664, all'inizio a Bergen, poi all'interno della Terra fino al suo centro in base alla teoria della Terra cava.

## Trama
Il romanzo inizia con una prefazione che assicura che tutto nella storia sia un resoconto reale delle imprese del personaggio del titolo negli Inferi. La storia è ambientata, secondo il libro, nella città portuale norvegese di Bergen nel 1664, dopo il ritorno di Klim da Copenaghen, dove ha studiato filosofia e teologia presso l'Università di Copenaghen e si è laureato magna cum laude. La sua curiosità lo spinge a indagare su una strana grotta in una montagna sopra la città, che emette regolari raffiche di aria calda. Finisce per cadere nel buco e dopo un po' 'si ritrova a fluttuare nello spazio libero.
Dopo alcuni giorni di orbita attorno al pianeta che gira intorno al sole interno, viene attaccato da un grifone e cade sul pianeta, che si chiama Nazar. Là si aggira per un po' finché non viene attaccato, questa volta da un bue. Si arrampica su un albero e, con suo stupore, l'albero può muoversi e parlare (questo ha urlato), ed è fatto prigioniero da creature simili ad alberi con un massimo di sei braccia e facce appena sotto i rami. Viene accusato di tentato stupro sulla moglie del cancelliere comunale e viene processato. Il caso viene archiviato e viene incaricato dal Signore di Potu (lo stato utopico in cui si trova ora) di imparare la lingua.
Klim impara rapidamente la lingua dei Potuan, ma questo si riflette male su di lui quando il Signore sta per assegnargli un lavoro, perché i Potuani credono che se uno percepisce un problema a un ritmo lento, meglio sarà compreso e risolto. Ma, poiché ha gambe considerevolmente più lunghe dei Potuan, che camminano molto lentamente, è destinato a essere il corriere personale del Signore, che consegna lettere e simili.
Durante il corso del libro, Klim racconta vividamente la cultura dei Potuan, la loro religione, il loro modo di vivere e i molti paesi diversi situati a Nazar. Dopo la sua circumnavigazione a piedi di due mesi, è sconvolto dal fatto che uomini e donne siano uguali e condividano lo stesso tipo di lavoro, quindi presenta un suggerimento al Signore di Potu per rimuovere le donne dalle posizioni più alte nella società. Il suo suggerimento viene accolto male e viene condannato all'esilio al margine interno della crosta terrestre. Lì acquisisce familiarità con un paese abitato da scimmie senzienti e dopo pochi anni diventa imperatore della terra di Quama, abitata dalle uniche creature degli Inferi che sembrano esseri umani. Lì, si sposa e ha un figlio. Ma ancora una volta viene cacciato dal focolare e dalla casa a causa della sua tirannia e mentre fugge cade in un buco, che lo trasporta attraverso la crosta e torna di nuovo a Bergen.
Là, viene scambiato dai cittadini come l'Ebreo errante, principalmente a causa di un malinteso linguistico (chiede a una coppia di ragazzi dove si trova in quamittiano, che è Jeru Pikal Salim, e i ragazzi pensano che stia parlando di Gerusalemme). Viene a sapere che è stato via per dodici anni e viene accolto dal suo vecchio amico, il sindaco Abelin, che scrive tutto quello che gli dice Klim. Successivamente riceve un lavoro come preside del college di Bergen e si sposa.

## Edizioni
- Ludvig Holberg, Il viaggio sotterraneo di Niels Klim, a cura di Bruno Berni, Adelphi, 1994,  pp. 276, ISBN 9788845910371.